# Tang Gonghong
Tang Gonghong (chiń. 湯景之 ur. 5 marca 1979) – chińska sztangistka. Złota medalistka olimpijska z Aten.
Zawody w 2004 były jej jedynymi igrzyskami olimpijskimi. Po medal sięgnęła w najwyżej kategorii wagowej, powyżej 75 kilogramów, z wynikiem 305 kilogramów. Zdobyła dwa medale mistrzostw świata: złoto w 1998 i brąz w 2002 w kategorii powyżej 75 kilogramów. W tej samej wadze triumfowała na igrzyskach azjatyckich w 2002.